# Irma Gigli
Irma Gigli (Córdoba, 22 de diciembre de 1931) es una médica argentina-estadounidense, profesora emérita del Centro de Ciencias de la Salud de la Universidad de Texas en Houston, profesora distinguida de Medicina Molecular Walter & Mary Mischer, y directora emérita del Centro IMM (Instituto de Medicina Molecular) para inmunología y enfermedades autoinmunes.

## Primeros años
Gigli nació en Córdoba, Argentina el 22 de diciembre de 1931. Obtuvo una certificación docente en 1948 y una licenciatura en 1950 del Colegio Nacional Manuel Balgrano en Buenos Aires. Estudió medicina y enseñó bioquímica en la Universidad Nacional de Córdoba, obteniendo el título de médico en 1957.

## Carrera profesional
En 1957, Gigli se mudó a Estados Unidos e hizo una pasantía en medicina interna y una residencia en dermatología en el Cook County Hospital en Chicago, Illinois de 1957 a 1960. Pasó un año investigando en la Universidad de Nueva York y luego se mudó al Instituto Médico Howard Hughes en Miami, Florida. Allí pasó tres años investigando en inmunología. Se mudó a Alemania para pasar dos años investigando en la Universidad Johann Wolfgang Goethe, antes de regresar a los Estados Unidos. Luego se unió a la Escuela de Medicina Harvard, donde trabajó hasta 1976.
En 1976, pasó un año en la Universidad de Oxford como científica visitante en bioquímica. Regresó a los Estados Unidos y se convirtió en profesora de dermatología y medicina experimental en la Universidad de Nueva York.
De 1983 a 1995, Gigli fue la jefa de la división de dermatología en Universidad de California en San Diego. Luego se trasladó al Centro de Ciencias de la Salud de la Universidad de Texas en Houston, donde fue profesora de medicina y dermatología y vicepresidenta de ciencias médicas. En 1995, ella y su esposo fundaron el Centro para la Prevención de Enfermedades Humanas del Instituto de Medicina Molecular de la Fundación Brown en UT Houston, y se desempeñó como subdirectora. Mientras estuvo en UT Houston, también ocupó los puestos de Profesora Distinguida de Medicina Molecular Walter & Mary Mischer, directora del Centro de Inmunología y Enfermedades Autoinmunes, y la Cátedra Hans J. Müller-Eberhard en Inmunología.
Formó parte de la Junta de Consejeros Científicos del Instituto Nacional de Alergias y Enfermedades Infecciosas y de la Junta de Directores de la Fundación de Investigación y Desarrollo Civil de Estados Unidos.

## Vida personal
Gigli se casó con Hans J. Müller-Eberhard, un médico e inmunólogo alemán que falleció de cáncer en 1998 y tiene dos hijas.

## Premios y honores
- Miembro de la Sociedad Estadounidense de Investigación Clínica, (1972).[7]
- Beca Guggenheim, (1974).[8]
- Premio Mujer Profesional Distinguida del Año de UT Houston, (2003).[4]
- Miembro de la Academia Nacional de Medicina.
- Miembro de la Academia Estadounidense de las Artes y las Ciencias.